# Les Chuchoteurs
Les Chuchoteurs (The Whisperers) est un film britannique réalisé par Bryan Forbes, sorti en 1967.

## Fiche technique
- Titre : Les Chuchoteurs
- Titre original : The Whisperers
- Réalisation : Bryan Forbes
- Scénario : Bryan Forbes d'après le roman de Robert Nicolson
- Production : Michael Laughlin et Ronald Shedlo
- Musique : John Barry
- Photographie : Gerry Turpin
- Cadreur : Ronnie Taylor (crédité Ronald Taylor)
- Costumes : Julie Harris (non créditée)
- Montage : Anthony Harvey
- Pays d'origine : Royaume-Uni
- Format : Noir et blanc - 1,66:1 - Mono
- Genre : Drame
- Durée : 105 minutes
- Date de sortie : 1967

## Distribution
- Edith Evans : Mrs. Maggie Ross
- Eric Portman : Archie Ross
- Nanette Newman : La fille en haut
- Avis Bunnage : Mrs. Noonan
- Gerald Sim : Mr Conrad
- Ronald Fraser : Charlie Ross
- Leonard Rossiter : Officier de conseil d'assistance
- Margaret Tyzack : Assistant social d'hôpital
- Robert Russell : Andy